# Spilophorella simplex
Spilophorella simplex är en rundmaskart som beskrevs av Christian Wieser 1959. Spilophorella simplex ingår i släktet Spilophorella och familjen Chromadoridae. Inga underarter finns listade i Catalogue of Life.